# Bergluzernevlinder

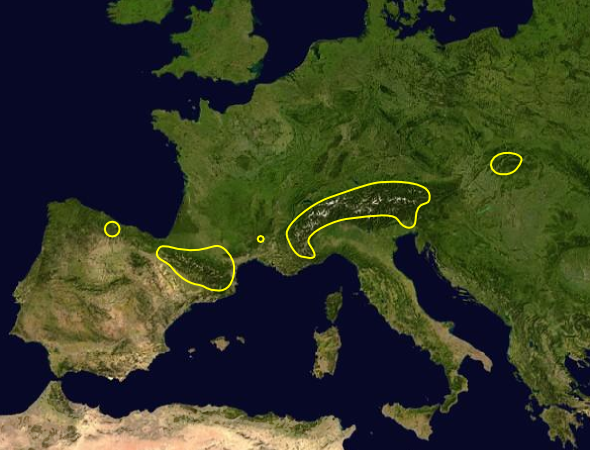
Verspreiding

De bergluzernevlinder (Colias phicomone) is een dagvlinder uit de familie Pieridae, de witjes. De soort komt voor in het Cantabrisch Gebergte, de Pyreneeën, de Karpaten en de Alpen. De spanwijdte bedraagt 40 tot 50 millimeter. Hij vliegt op een hoogte van 900 tot 2800 meter.
De waardplanten komen uit de vlinderbloemenfamilie. De vliegtijd is van juni tot en met augustus. De rups overwintert.

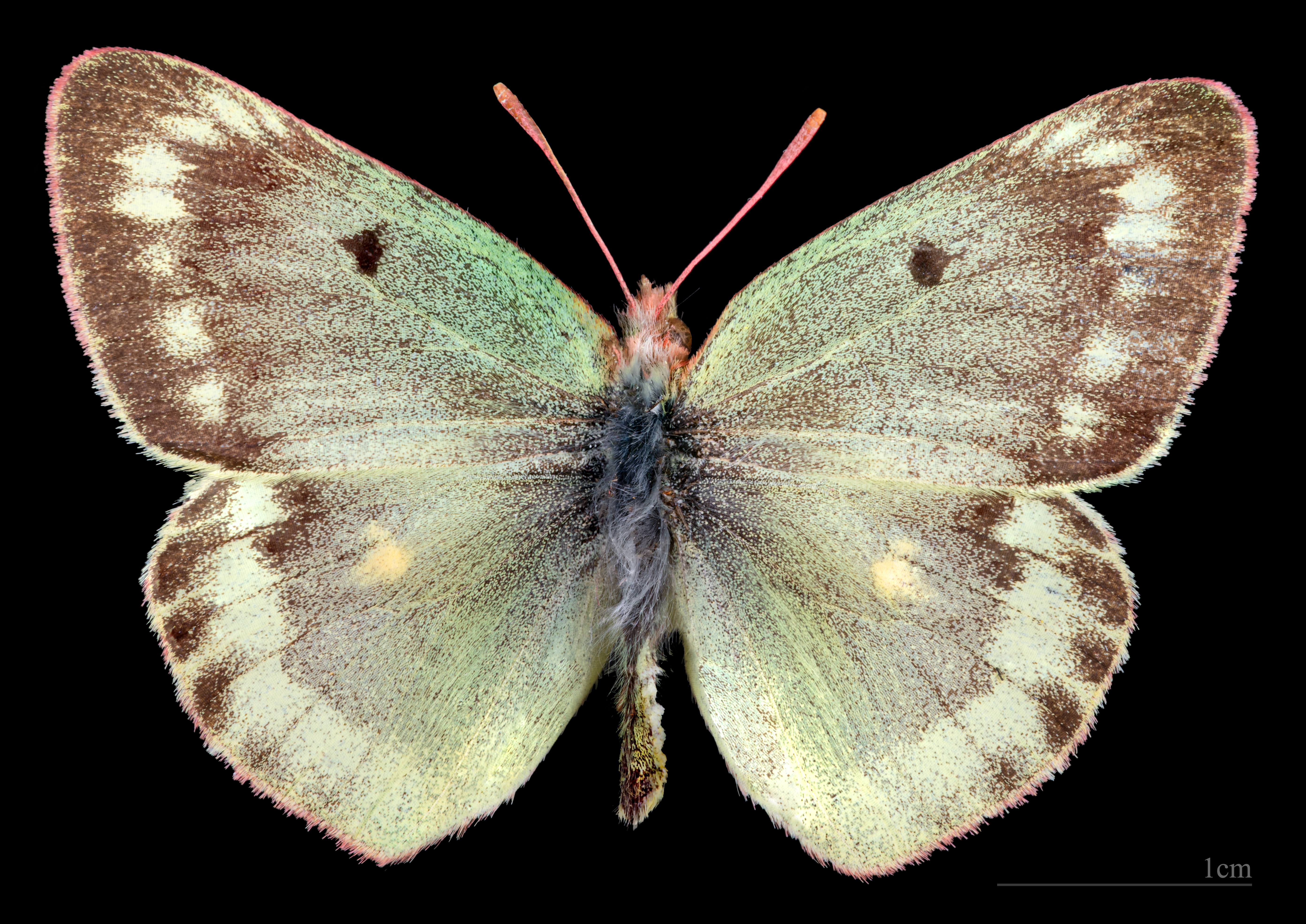
Colias phicomone ♂
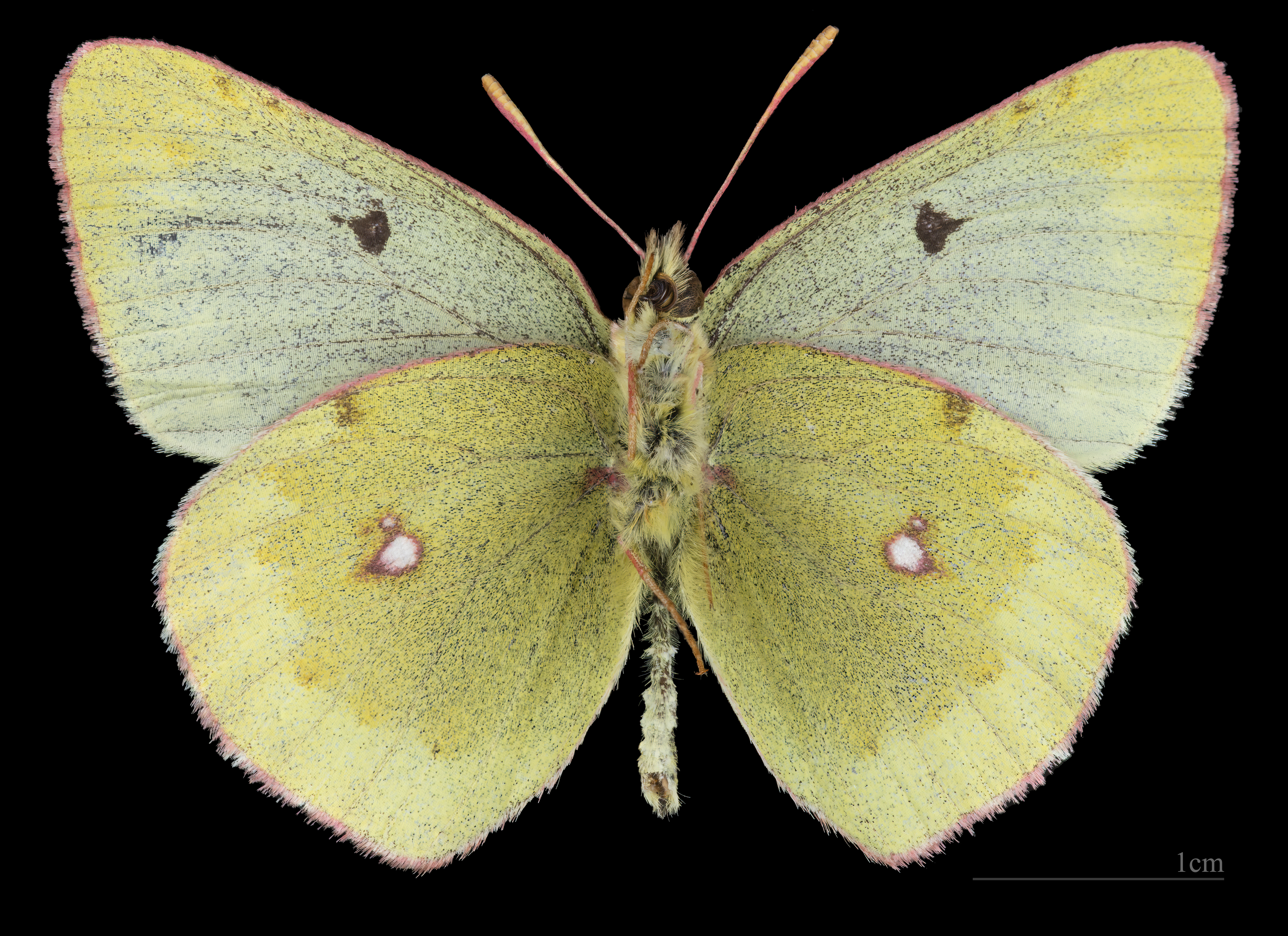
Colias phicomone ♂   △
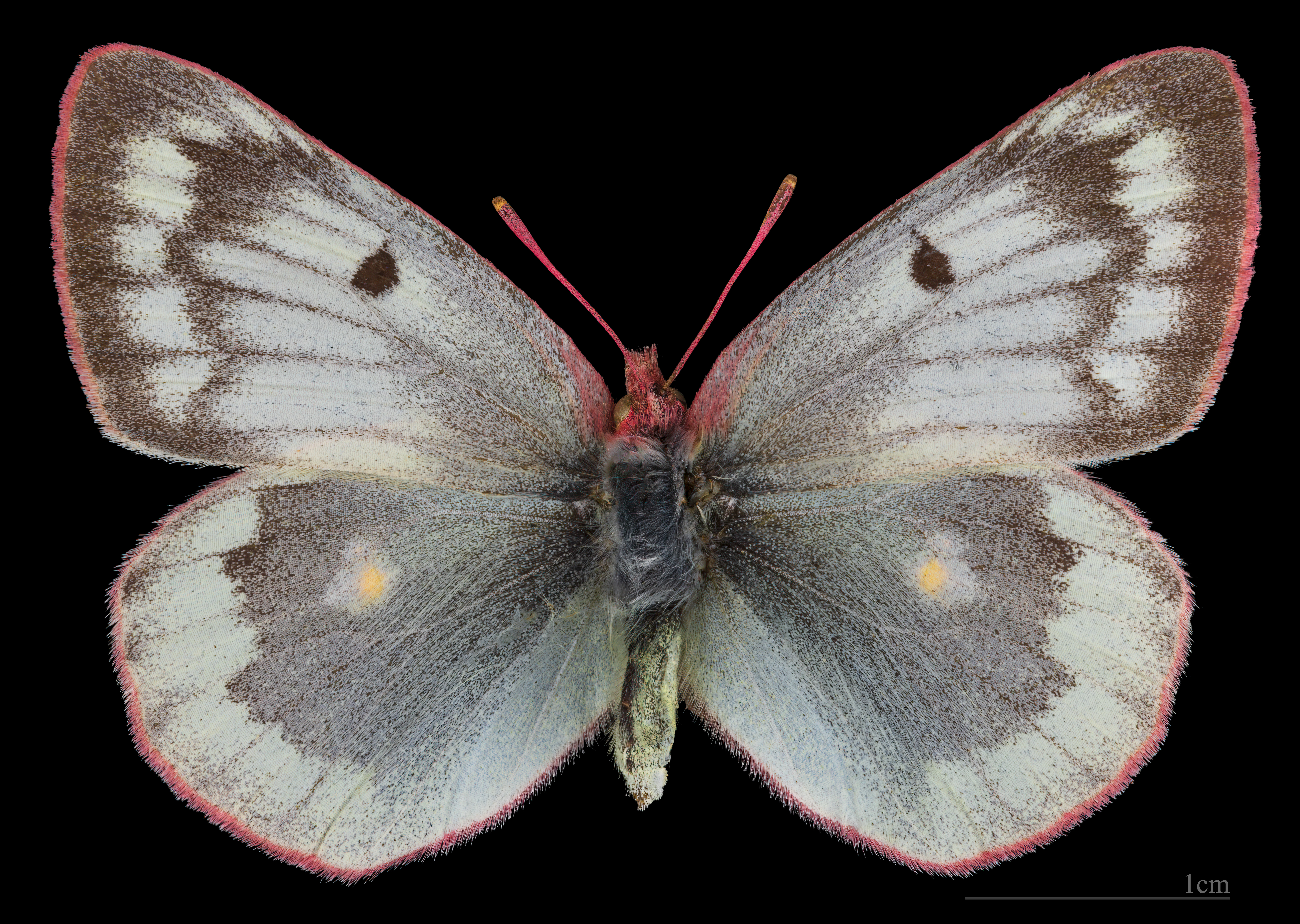
Colias phicomone ♀
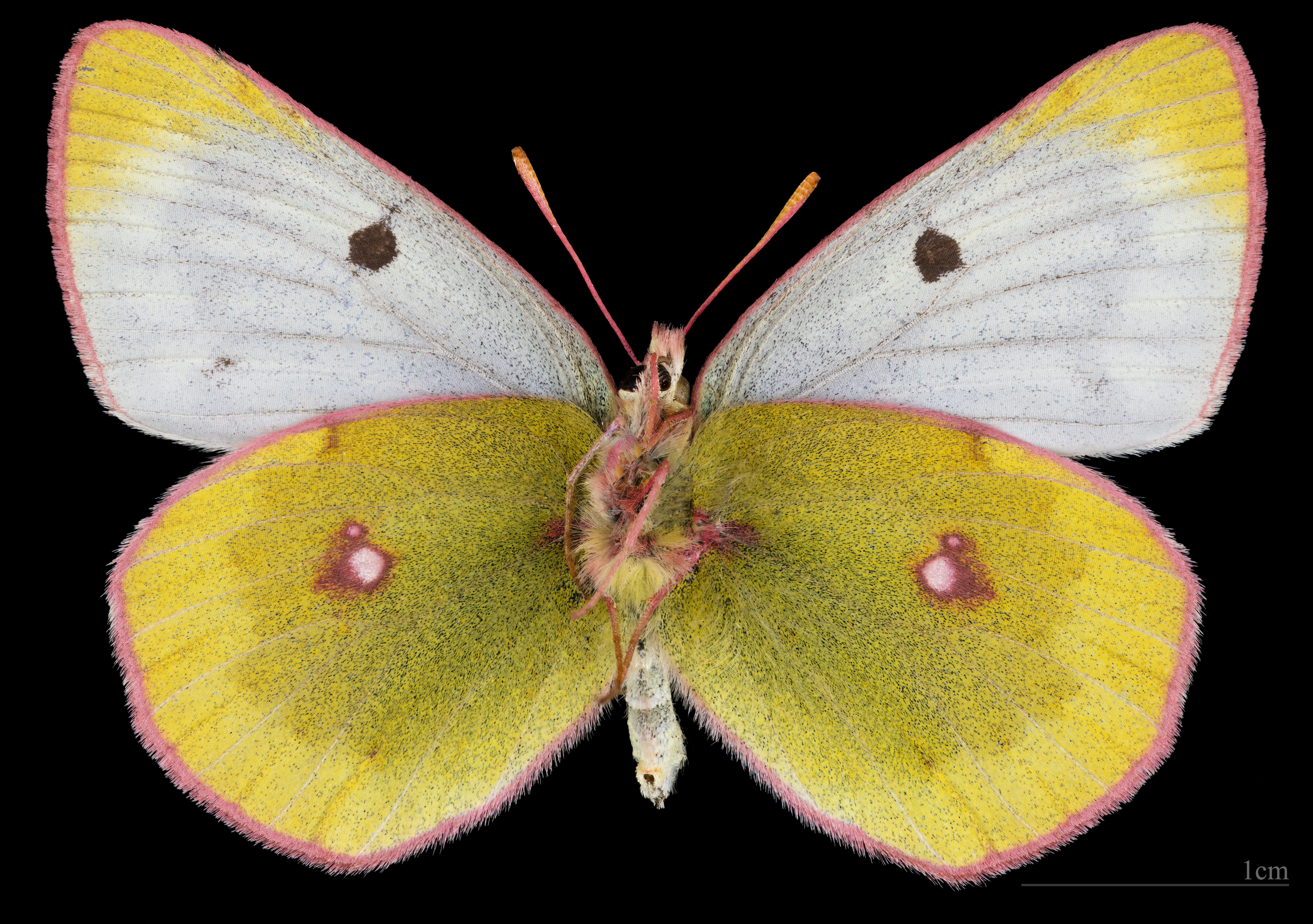
Colias phicomone ♀  △